# ЗИС-6 «Люкс»
ЗИС-Люкс — первый опытный советский туристический автобус, созданный на базе узлов и удлинённом шасси ЗИС-6 и ЗИС-8.

## История
В Москве 1932—1934 годах не было автобусов для иностранных туристов. А так как закупать импортные дорогие автобусы класса люкс не было возможности, то ЗИС создал ЗИС-6 «Люкс». Кузова для таких автобусов изготавливались в 1934 году кузовным цехом «ЗИСа», они были обтекаемые.